# Sydney Copeman
Sydney Arthur Monckton Copeman (21 février 1862 - 11 avril 1947) est un médecin britannique et médecin-chef au ministère de la Santé,.

## Biographie
Il est le fils aîné du révérend Arthur Charles Copeman, vicaire de St Andrew's Norwich. Il fait ses études à la Norwich School et au Corpus Christi College de Cambridge, dont il est diplômé en 1882. Il suit ensuite une formation médicale au St Thomas' Hospital de Londres, se qualifiant en 1886. Il obtient un doctorat en médecine à l'Université de Cambridge en 1890.
En 1891, il devient médecin inspecteur au Local Government Board. En 1898, il reçoit le prix Cameron de thérapeutique de l'Université d'Édimbourg. Lorsque le ministère de la Santé remplace le conseil en 1919, Copeman devient médecin au ministère et prend sa retraite en 1925. Il est une autorité en matière de vaccination et est crédité du développement de la lymphe glycérinée. En 1898, il prononce la conférence Milroy sur la vaccination - son histoire naturelle et sa pathologie, publiée sous forme de livre l'année suivante et est élu membre du Collège royal des médecins en 1899. En 1903, il est élu membre de la Royal Society, et en 1925, il reçoit la médaille Edward Jenner de la Royal Society of Medicine.
Après sa retraite du ministère de la Santé, Copeman entre dans le gouvernement local. Il est membre du Hampstead Borough Council, où il est président du comité de santé publique, et est élu au London County Council en tant que conseiller municipal du Parti réformiste représentant Hampstead en 1934,.
Il est décédé à Hove, dans le Sussex, en avril 1947, à l'âge de 85 ans. Le fils de Copeman, William Copeman (en), est un éminent rhumatologue et historien de la médecine. Il épouse Ethel Margaret Boord, fille de Sir Thomas William Boord. Ils ont un fils et deux filles.